# Połockoje (obwód czelabiński)
Połockoje (ros. Полоцкое) – wieś (sieło) w Rosji, w obwodzie czelabińskim, w rejonie kisilskim. W 2010 liczyła 1194 mieszkańców.